# Ĩ
Das Ĩ (kleingeschrieben ĩ) ist ein Buchstabe des lateinischen Schriftsystems. Er besteht aus einem I mit übergesetzter Tilde.
Viele Sprachen, u. a. das Guaraní, benutzen das Ĩ analog zu anderen Zeichen mit Tilde für ein nasaliertes I. 
In Kikuyu wird das Ĩ wie ein deutsches E ausgesprochen. Ferner stellt das Ĩ im Vietnamesischen den Buchstaben I im vierten Ton (unterbrochen steigend) dar.

## Darstellung auf dem Computer
Unicode enthält das Ĩ an den Codepunkten U+0128 (Großbuchstabe) und U+0129 (Kleinbuchstabe).
In TeX kann man das Ĩ mit dem Befehlen \~I bzw. \~i bilden.